# Rethwalatr
Rethwalatr est évêque d'Aleth vers 846-868.

## Épiscopat
Rethwalart dont l'origine est inconnue, apparaît dans la documentation comme évêque d'Aleth de 846 à 868. Dans ce cadre il serait l'évêque nommé par le roi Salomon de Bretagne après la déposition de l'évêque Salocon en 847. Rethwalart bien qu'excommunié du fait de sa nomination litigieuse par les pères lors du concile de Savonnières, s'attribue le titre d'« évêque du Poutrecoët » dans un acte du cartulaire de Redon entre le 18 janvier 856 et le 5 mars 864. Il a comme successeur Ratwili

## Source
- Abbé Amédée Guillotin de Corson, Pouillé Historique de l'archevêché de Rennes, Mayenne, Éditions Régionales de l'Ouest, 1997, 840 p. (ISBN 2-85554-083-6), p. 575, Tome I.
- André Chédeville et Hubert Guillotel, La Bretagne des saints et des rois Ve – Xe siècle, Éditions Ouest-France, 1984, 423 p. (ISBN 2-85882-613-7), p. 268, 273, 288, 305, 309, 349.